# Philes Ongori
Philes Moora Ongori (Chironge, Kiamokama (district Kisii), 19 juli 1986) is een Keniaanse langeafstandsloopster, die is gespecialiseerd in de 10.000 m en de halve marathon.

## Loopbaan

### Jeugd
Philes Ongor groeide op in Chironge een klein boerendorpje waar ook langeafstandsloper Margaret Okayo (tweevoudig winnaar New York City Marathon) opgroeide. Als tiener verhuisde ze naar Japan en liep daar voor de Yamanashi Gakuin High School. Ze kwam toentertijd met name uit op de midden afstand. Ze ging lopen voor de Hokuren Women's Running Club en won vijfmaal de All-Japan corporate kampioenschappen op afstanden van 1500 tot 10.000 meter. In 2003 won ze zilver bij de Japanse Spelen op de 3000 meter. Een jaar later won ze goud op dezelfde afstand bij dit toernooi.

### Senioren
In november 2005 kwam ze namens Kenia uit op de Ekiden en liep de snelste openingsafstand van alle teams. In 2006 debuteerde ze op de halve marathon. Dit was de halve marathon van Matsu die ze gelijk won in 1:11.18.
In 2007 nam ze deel aan de wereldkampioenschappen van 2007 in Osaka. Haar tijd van 32.30,74 was goed voor een achtste plaats op de 10.000 m. De wedstrijd werd gewonnen door de Ethiopische Tirunesh Dibaba in 31.55,41. Twee jaar later behaalde Ongori een zilveren medaille op het WK halve marathon in Birmingham. Ze liep een persoonlijke recordtijd van 1:07.38. In 2011 werd ze tweede bij de Zayed International in Abu Dhabi. Ze won hiermee $ 100.000 aan prijzengeld. In 2011 werd ze tweede op de halve marathon van Parijs en een jaar later won ze de halve marathon van Berlijn.
In 2011 maakte Ongori een opvallend debuut op de marathon. Zij liep bij de marathon van Rotterdam gelijk naar de winst. Vrijwel de gehele wedstrijd liep zij in de schaduw van de Nederlandse Hilda Kibet en finishte uiteindelijk zeven seconden voor haar in een tijd van 2:24.20. In 2014 werd ze negende bij de Boston Marathon in een persoonlijke recordtijd van 2:23.22.

## Titels
- Japanse Spelen kampioene 3000 m - 2004

## Persoonlijke records
Baan
| Onderdeel | Prestatie | Datum             | Plaats   |
| --------- | --------- | ----------------- | -------- |
| 800 m     | 2.05,56   | 5 augustus 2004   | Taisha   |
| 1500 m    | 4.11,86   | 19 juni 2004      | Kumagaya |
| 3000 m    | 8.47,88   | 21 oktober 2007   | Yokohama |
| 5000 m    | 14.50,15  | 14 oktober 2007   | Kofu     |
| 10.000 m  | 31.18,85  | 30 september 2006 | Oita     |

Weg
| Onderdeel      | Prestatie | Datum            | Plaats     |
| -------------- | --------- | ---------------- | ---------- |
| 10 km          | 31.24     | 3 februari 2008  | Marugame   |
| 15 km          | 47.38     | 3 februari 2008  | Marugame   |
| 20 km          | 1:03.57   | 11 oktober 2009  | Birmingham |
| halve marathon | 1:07.38   | 11 oktober 2009  | Birmingham |
| 25 km          | 1:25.48   | 16 november 2014 | Yokohama   |
| 30 km          | 1:43.17   | 16 november 2014 | Yokohama   |
| marathon       | 2:24.20   | 10 april 2011    | Rotterdam  |

## Palmares

### 3000 m
- 2003:  Japanse Spelen in Fukuroi - 9.13,30
- 2004:  Japanse Spelen in Kumagaya - 8.59,92
- 2006:  Hokuren Distance Meeting in Sapporo - 8.59,68
- 2006:  International Meeting in Fukagawa - 8.54,90
- 2008:  Nittai University in Yokohama - 9.08,98

### 5000 m
- 2004:  Konosu - 15.46,84
- 2004: 4e Kumamoto Distance Meeting- Race 5 - 15.35,68
- 2004:  Tokio - 15.42,10
- 2004: 11e Japanse kamp. - 15.30,91
- 2004: 4e Super Meet in Yokohama - 15.28,34
- 2004:  Yokohama - 15.37,87
- 2005:  IAAF Japan Grand Prix in Osaka - 15.09,49
- 2005:  Japanse kamp. - 15.10,58
- 2005: 5e WK trials in Nairobi - 15.47,8
- 2005:  Distance Challenge in Sapporo - 15.20,45
- 2005:  Kobe Women's Distance Meeting - 15.24,91
- 2005:  Yokohama - 15.10,97
- 2006:  Oda Memorial Meeting in Hiroshima - 15.24,66
- 2006:  IAAF World Athletics Tour Osaka - 15.20,60
- 2006: 4e International Meeting in Abashiri - 15.30,05
- 2008:  Kanaguri Meeting in Kumamoto - 15.10,64

### 10.000 m
- 2006: 5e Hyogo Relays in Kobe - 31.49,13
- 2007: 4e Hyogo Relays in Kobe - 31.39,11
- 2007: 4e Payton Jordan Cardinal Invitational in Palo Alto - 31.56,59
- 2007:  Keniaanse WK Trials in Nairobi - 32.47,3
- 2007: 8e WK in Osaka - 32.30,74
- 2008:  Hyogo Relays- GP in Kobe - 31.19,73
- 2008: 4e Keniaanse olympische Trials in Nairobi - 32.32,4
- 2008:  Yokohama - 30.29,21
- 2009:  Brutus Hamilton- Invitational in Berkeley - 31.53,46
- 2009:  Keniaanse kamp. - 33.04,1

### 10 km
- 2008:  Tsukuba - 31.33
- 2011: 5e TCS World in Bangalore - 33.22
- 2012:  Jakarta International - 33.12

### halve marathon
- 2006:  halve marathon van Matsue - 1:11.18
- 2006:  halve marathon van Sapporo - 1:10.00
- 2007:  halve marathon van Yamaguchi - 1:09.50
- 2008:  halve marathon van Marugame - 1:07.57
- 2008:  halve marathon van Yamaguchi - 1:09.43
- 2009:  halve marathon van Nairobi - 1:10.23
- 2009:  halve marathon van Ras Al Khaimah - 1:07.50
- 2009:  WK in Birmingham - 1:07.38
- 2010:  halve marathon van Abu Dhabi - 1:09.16
- 2011:  halve marathon van Parijs - 1:08.32
- 2012:  halve marathon van Berlijn - 1:08.25
- 2012:  halve marathon van Yangzhou - 1:11.07
- 2012:  halve marathon van Nairobi - 1:12.57
- 2013:  halve marathon van Nairobi - 1:08.59
- 2013:  halve marathon van Berlijn - 1:08.01

### marathon
- 2011:  marathon van Rotterdam - 2:24.20
- 2013:  marathon van Praag - 2:28.53
- 2013: 5e marathon van Yokohama - 2:31.21
- 2014: 9e Boston Marathon - 2:23.22
- 2014:  marathon van Yokohama - 2:26.59

### veldlopen
- 2007: 4e Keniaanse kamp. in Mombasa - 27.28,3